# Memoriał Josefa Odložila 2009
Memoriał Josefa Odložila 2009 – mityng lekkoatletyczny, który odbył się stadionie „Na Julisce” 8 czerwca 2009. Zawody zaliczane do cyklu World Athletics Tour posiadały rangę Area Permit Meetings.

## Rezultaty

### Mężczyźni
| Konkurencja           | 1. miejsce        | 1. miejsce | 2. miejsce          | 2. miejsce | 3. miejsce         | 3. miejsce |
| --------------------- | ----------------- | ---------- | ------------------- | ---------- | ------------------ | ---------- |
| 100 m                 | Steve Mullings    | 10,21      | Marcus Brunson      | 10,24      | Philippe DeRosier  | 10,25      |
| 200 m                 | Jan Schiller      | 20,99      | Jiří Vojtík         | 21,11      | Petr Szetei        | 21,16      |
| 1500 m                | Dawit Wolde       | 3:38,71    | Abdelslam Kennouche | 3:38,76    | Cornelius Ndiwa    | 3:39,14    |
| 3000 m z przeszkodami | Legese Lamiso     | 8:20,58    | Collins Kosgei      | 8:22,84    | Silas Kosgei Kitum | 8:28,05    |
| 110 m przez płotki    | Dexter Faulk      | 13,21      | Dwight Thomas       | 13,50      | Jeff Porter        | 13,74      |
| 400 m przez płotki    | David Greene      | 48,62      | L.J. van Zyl        | 48,78      | LaRon Bennett      | 49,22      |
| Sztafeta 4 × 100      | Czechy            | 39,50      | Czechy – juniorzy   | 40,17      | Węgry              | 40,36      |
| Skok o tyczce         | Romain Mesnil     | 5,70       | Maksym Mazuryk      | 5,60       | Ołeksandr Korczmid | 5,50       |
| Skok w dal            | Stephan Louw      | 7,95       | Roman Novotný       | 7,85       | Štepán Wagner      | 7,75       |
| Pchnięcie kulą        | Anton Lubosławski | 20,56      | Paweł Sofin         | 20,31      | Lajos Kürthy       | 20,16      |
| Rzut młotem           | Krisztián Pars    | 80,40      | Dilszod Nazarow     | 78,41      | Aleksiej Zagorny   | 77,38      |

### Kobiety
| Konkurencja        | 1. miejsce               | 1. miejsce | 2. miejsce             | 2. miejsce | 3. miejsce          | 3. miejsce |
| ------------------ | ------------------------ | ---------- | ---------------------- | ---------- | ------------------- | ---------- |
| 200 m              | Stephanie Durst          | 22,75      | LaVerne Jones-Ferrette | 22,92      | Sheri-Ann Brooks    | 23,01      |
| 800 m              | Jennifer Meadows         | 2:00,76    | Tetiana Petluk         | 2:01,25    | Lenka Masná         | 2:01,33    |
| 100 m przez płotki | Yvette Lewis             | 12,99      | Lucie Škrobáková       | 13,09      | Danielle Carruthers | 13,15      |
| 400 m przez płotki | Lashinda Demus           | 54,71      | Eilidh Child           | 55,46      | Jekatierina Bikiert | 55,83      |
| Rzut dyskiem       | Natalija Fokina-Semenowa | 62,57      | Nicoleta Grasu         | 60,87      | Wioletta Potępa     | 59,90      |
| Rzut oszczepem     | Barbora Špotáková        | 68,23      | Sunette Viljoen        | 60,99      | Barbara Madejczyk   | 58,83      |